# پوپولیسم جناح چپ
پوپولیسم جناح چپ که پوپولیسم اجتماعی نیز نامیده می‌شود، یک ایدئولوژی سیاسی است که سیاست چپ را با ایده‌های پوپولیستی و مضامین آن تلفیق می‌کند. شعارهای آن اغلب متضمن ضد نخبه گرایی، مخالفت با تاسیس و سخنرانی برای " مردم عادی " است. مضامین تکراری پوپولیستهای چپ شامل دموکراسی اقتصادی، عدالت اجتماعی و بدبینی به جهانی شدن است. نظریه سوسیالیست نقش کمتری نسبت به ایدئولوژی‌های سنتی چپ بازی می‌کند.
انتقاد از سرمایه‌داری و جهانی سازی با ضد نظامی‌گری در ارتباط است، که در جنبش‌های پوپولیستی چپ در نتیجه عملیات‌های غیر محبوب ارتش ایالات متحده، به ویژه در خاورمیانه افزایش یافته‌است. در نظر گرفته شده‌است که چپ پوپولیست دیگران را به صورت افقی کنار نمی‌گذارد و به آرمان‌های برابری طلبانه تکیه می‌کند. برخی از محققان به جنبش‌های پوپولیستی چپ گرای ناسیونالیستی نیز اشاره می‌کنند، این ویژگی توسط کمالیسم در ترکیه یا انقلاب بولیواری در ونزوئلا به نمایش گذاشته شد. احزاب پوپولیست چپ برخلاف پوپولیسم استثنایی یا راست، تمایل به حمایت از حقوق اقلیت‌ها دارند و از ایده ای برای ملیت استفاده می‌کنند که محدود به ویژه گرایی‌های فرهنگی یا قومی نیست.
با ظهور سیریزا یونان، پودموس اسپانیایی و تا حدودی جنبش پنج ستاره ایتالیا در بحران بدهی اروپا، بحث در مورد پوپولیسم جدید چپ در اروپا افزایش یافته‌است.

## توسط کشورها

### کشورهای اروپایی

#### ائتلاف‌های چند ملیتی
بسیاری از احزاب سیاسی چپ و پوپولیست در اروپا به چپ متحد اروپا - چپ سبز شمال اروپا تعلق دارند

#### آلمان

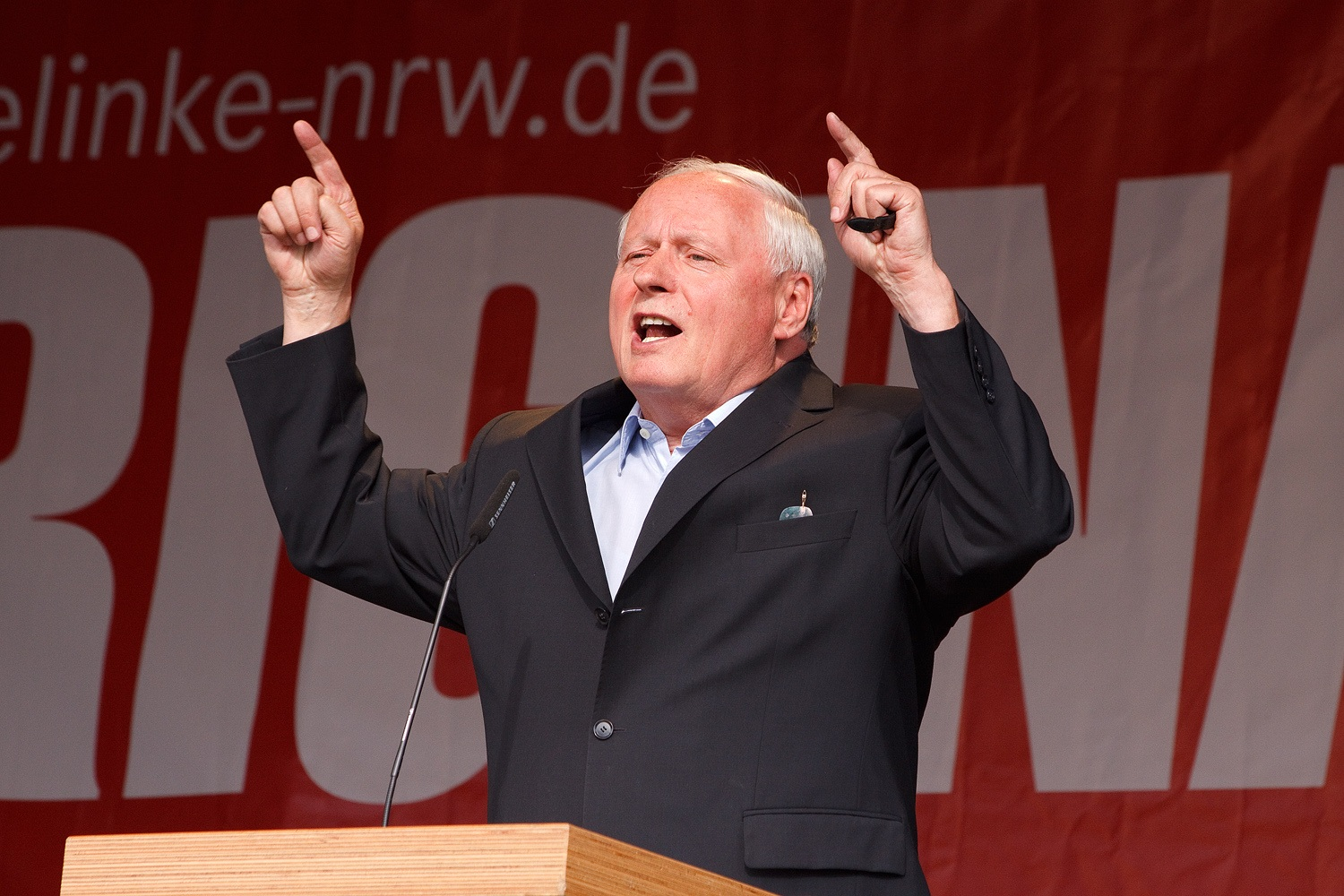
اسکار لافونتین، عضو حزب چپ

حزب سوسیالیسم دموکراتیک به صراحت تحت پوپولیسم چپ به ویژه توسط دانشگاهیان آلمان مورد مطالعه قرار گرفت. این حزب پس از اتحاد مجدد آلمان تشکیل شد و از آنجا که متکی به ضد نخبه گرایی و توجه رسانه‌ها توسط یک رهبری کاریزماتیک بود، شبیه پوپولیست‌های راست گرا بود. این حزب تا حدودی برای همان پایگاه رای‌دهندگان با پوپولیست‌های راست‌گرای رقابت کرد، هرچند که به یک بستر جدی تر در آلمان شرقی تکیه داشت. این امر با احساسات ضد مهاجرتی ترجیح داده شده توسط برخی از رای‌دهندگان محدود می‌شد، اگرچه برای مثال این خطوط را اسکار لافونتین عبور داد، وی اصطلاحی را که قبلاً با حزب نازی، Fremdarbeiter (کارگران خارجی) مرتبط بود، در کارزار انتخاباتی خود در سال ۲۰۰۵ به کار برد. حزب سوسیالیسم دموکراتیک در سال ۲۰۰۷ در حزب چپ ادغام شد.

#### یونان
سیریزا که از زمان انتخابات ژانویه ۲۰۱۵ به عنوان بزرگ‌ترین حزب شناخته شد، پس از آنکه در اکثر خواسته‌های جنبشهای مردمی در یونان در جریان بحران بدهی دولت، سیستم عامل پوپولیست چپ به عنوان یک حزب چپگرا توصیف شد. صفات پوپولیستی در پلتفرم سیریزا شامل اهمیت روزافزون «مردم» در شعارهای آنها و «ما / مردم علیه آنها / استقرار» تضاد در مبارزات انتخاباتی است. درمورد مهاجرت و حقوق دگرباشان جنسی، سیریزا شامل موارد زیر است. سیریزا خود برچسب «پوپولیست» را نمی‌پذیرد.

#### ایتالیا
جنبش پنج ستاره ایتالیا (M5S)، که بزرگ‌ترین حزب در انتخابات عمومی ۲۰۱۸ شد، اغلب به عنوان یک حزب پوپولیست بزرگ چادر توصیف شده‌است اما گاهی اوقات نیز به عنوان یک جنبش پوپولیستی چپ گرا شناخته می‌شود. در واقع «پنج ستاره»، که به پنج موضوع اصلی حزب اشاره دارد، آب عمومی، حمل و نقل پایدار، توسعه پایدار، حق دسترسی به اینترنت و محیط زیست است، پیشنهادهای معمول احزاب پوپولیست چپ. با این وجود، M5S علی‌رغم سابقه چپ خود، اغلب نظرات راست گرایانه را در مورد مهاجرت ابراز داشته‌است.
در سپتامبر ۲۰۱۹، M5S با حزب جبهه دموکراتیک (PD) و چپ و آزاد و برابر (LeU)، با جوزپه کونته در راس آن، دولتی تشکیل داد. از دولت بعضاً به عنوان کابینه پوپولیست چپ یاد می‌شود.

#### هلند
حزب سوسیالیست پس از کنار گذاشتن مسیر کمونیستی خود در سال ۱۹۹۱، یک پلتفرم پوپولیست چپ را اداره کرده‌است. اگرچه برخی اشاره کرده‌اند که این حزب طی سالیان سال کمتر پوپولیست شده‌است، اما همچنان در اعلامیه‌های انتخاباتی اخیر خود ضد نخبه پرستی را شامل می‌شود. با آنچه ابرقول اروپا می‌داند مخالف است.

#### اسپانیا

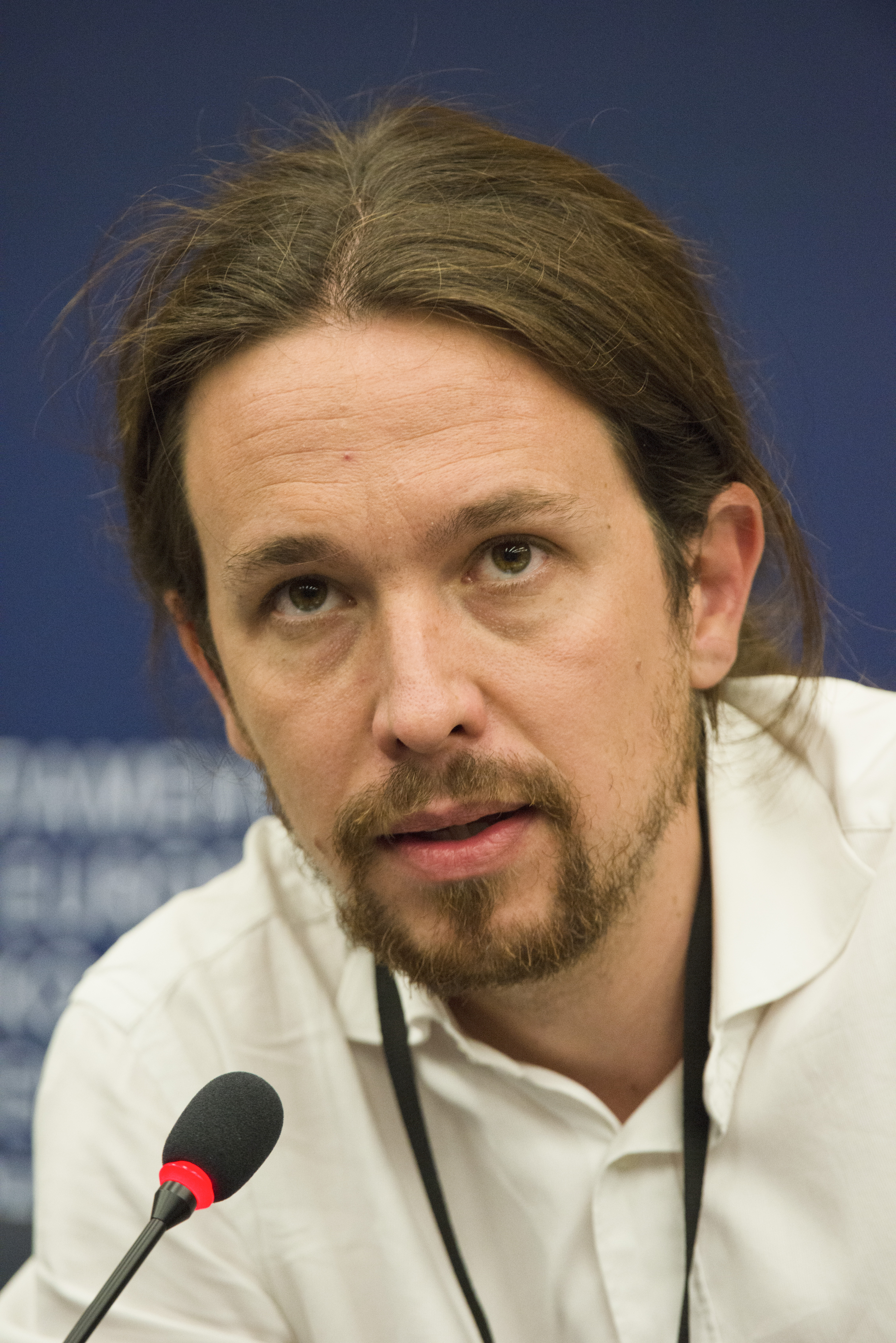
پابلو ایگلسیاس، رهبر پودموس

حزب پوپولیست چپ گرا Podemos در انتخابات پارلمان اروپا ۲۰۱۴ به ۸ درصد آرا ملی دست یافت. پودموس به دلیل پرهیز از زبان بومی گرایانه که با پوپولیستهای راست گرایانه رایج است، می‌تواند همه رای‌دهندگان چپ را که از استقرار سیاسی ناامید شده‌اند، جلب کند بدون اینکه در مبارزه سیاسی منطقه ای طرف شود. در انتخابات سال ۲۰۱۵ پارلمان ملی، پودموس به ۲۰٫۶۵٪ آرا reached رسید و پس از حزب محافظه کار خلق با ۲۸٫۷۱٪ و حزب کارگران سوسیالیست اسپانیا با ۲۲٫۰۲٪ سوم به سومین حزب بزرگ پارلمان تبدیل شد. در پارلمان جدید، پودموس ۶۹ از ۳۵۰ کرسی را در اختیار دارد و این نتیجه باعث پایان یافتن سیستم سنتی دو حزب اسپانیا می‌شود. در مصاحبه نوامبر ۲۰۱۸ با ژاکوبن, Novemberigo Errejón استدلال می‌کند که Podemos برای پیروزی در انتخابات بیشتر به استراتژی جدید «ملی-مردمی» نیاز دارد.

### کشورهای آمریکای جنوبی

#### آرژانتین
کریستینا فرناندز د کرشنر (به رئیس‌جمهور آرژانتین ۲۰۰۷–۲۰۱۵) و همسرش نستور کرشنر گفته شد برای تمرین Kirchnerism، یک نوع پرونیسم که اغلب در کنار دیگر ذکر شد جزر و مد صورتی دولت در آمریکا لاتین. وی در زمان مسئولیت کریستینا فرناندز دو کرچنر علیه برخی از توافق‌نامه‌های تجارت آزاد مانند منطقه پیشنهادی تجارت آزاد قاره آمریکا صحبت کرده‌است. مشخص شد که دولت وی با افزایش مالیات، به ویژه صادرات محصولات کشاورزی در اواخر دهه ۲۰۰۰، رونق کالاها، صادرات اصلی آرژانتین، به منظور تأمین بودجه برنامه‌های اجتماعی مانند بورس‌های دانشگاه PROGRESAR، تخصیص جهانی برای یارانه کودک (که معمولاً به عنوان AUH در آرژانتین شناخته می‌شود، Asignación Universal por Hijo)، یک مزیت آزمایش شده برای خانواده‌هایی که فرزندان واجد شرایط یارانه هستند و اصلاحات اجتماعی مترقی مانند به رسمیت شناختن ازدواج همجنسگرایان.

#### برزیل
در برزیل، بزرگ‌ترین رهبر محبوب لوئیس ایناسیو لولا دا سیلوا، سی و پنجمین رئیس‌جمهور برزیل است که بر اساس سیاست خود برای مبارزه با نابرابری اجتماعی، تغییرات گسترده حمایت مردمی را ایجاد کرد و جنبشی به نام لولیسم ایجاد کرد.

#### بولیوی
رهبری سیلز زوازو پوپولیسم چپ و نیز رئیس‌جمهور سابق سوسیالیست ایو مورالس را امتحان کرد.

#### اکوادور
رافائل کورئا، رئیس‌جمهور سابق اکوادور، بر اهمیت «گفتمان پوپولیستی» تأکید کرده و تکنوکرات‌ها را برای کار در این زمینه برای اکوادورهای مشترک ادغام کرده‌است. در درگیری بین مردم بومی و دولت، کورئا سازمان‌های غیردولتی خارجی را مقصر عامل سوءاستفاده از مردم بومی دانسته‌است.

#### ونزوئلا
دوره ریاست جمهوری هوگو چاوز شبیه ترکیبی از خرد مردمی و رهبری کاریزماتیک با سوسیالیسم دکترین بود. همچنین توصیف شد که دولت چاوز «بازگشت» به ناسیونالیسم پوپولیستی و توزیع مجدد بود.

### ایالات متحده
هوی لانگ، فرماندار آتشین دوران رکود بزرگ، تبدیل به سناتور لوئیزیانا، نمونه اولیه پوپولیسم جناح چپ در ایالات متحده بود و از توزیع مجدد ثروت در طرح خود به اشتراک بگذارید ثروت ما بود. در همین حال، برنی سندرز، سوسیالیست دموکراتیک که خود توصیف می‌شود، نمونه ای از یک سیاستمدار پوپولیست چپ مدرن است.

## برای مطالعهٔ بیشتر
- Weyland, Kurt (2013). "The Threat from the Populist Left". Journal of Democracy. 24 (3): 18–32. doi:10.1353/jod.2013.0045.

- March, Luke (2007). "From Vanguard of the Proletariat to Vox Populi: Left-Populism as a 'Shadow' of Contemporary Socialism". SAIS Review of International Affairs. 27 (1): 63–77. doi:10.1353/sais.2007.0013.